# Labidostomis rufa
Labidostomis rufa es una especie de insecto coleóptero de la familia Chrysomelidae.
Fue descrita científicamente en 1838 por Waltl.